# Peter Schönhöfer
Peter Schönhöfer (* 16. September 1935 in Wuppertal) ist ein Bremer emeritierter Arzt und Pharmakologe, ehemaliger SPD-Lokalpolitiker und war Mitherausgeber des Arznei-Telegramm.
Schönhöfer gilt als pharmakritischer Experte und ist seit 2001 Mitglied bei Transparency International Deutschland. Er arbeitet dort in der Arbeitsgruppe Gesundheit.

## Leben
Schönhöfer war der Sohn eines leitenden Forschers des Chemiekonzerns I.G. Farben (Fritz Schönhöfer). Ab 1955 studierte er Humanmedizin und Chemie in Tübingen, Bonn und Köln. 1963 promovierte er in Köln zum Thema Vergleichende Untersuchungen an vier Penicillinen und entwickelte ab 1963 Aktivitäten als SPD-Lokalpolitiker in Wuppertal. Ende der 1960er Jahre führte ihn ein Forschungsaufenthalt in die USA an die National Institutes of Health bei Washington, D.C. Anschließend habilitierte er sich in Bonn. 1972 wurde er Hochschuldozent und Professor für Pharmakologie an der Medizinischen Hochschule Hannover (MHH). Ab 1979 war Schönhöfer Abteilungsleiter beim Bundesgesundheitsamt in Berlin unter Karl Überla, dem er Korrumpierbarkeit vorwirft. Von 1985 an war er tätig am Institut für Klinische Pharmakologie am Klinikum Bremen-Mitte, von 1988 bis 2000 Direktor des Instituts.
Schönhöfer ist verheiratet und hat eine Tochter.
Er trat in der Frontal21-Dokumentation Das Pharmakartell von Christian Esser und Astrid Randerath als Interviewpartner auf und berichtete über seine Erfahrungen mit der Pharmaindustrie.

## Schriften
- Vergleichende Untersuchungen an vier Penicillinen. Mit besonderer Beachtung der Penicillinase-Empfindlichkeit. Dissertation, Medizinische Fakultät der Universität Köln, 1963